# Parafia Najświętszej Maryi Panny Matki Kościoła we Wrocławiu
Parafia Najświętszej Maryi Panny Matki Kościoła we Wrocławiu – znajduje się w dekanacie Wrocław północ I (Osobowice) w archidiecezji wrocławskiej. Jej proboszczem jest ks. Henryk Trościanko. Obsługiwana przez księży archidiecezjalnych. Erygowana w 1987. Mieści się przy ulicy Kamieńskiego.

## Obszar parafii
Parafia obejmuje ulice: Ałunowa, Aptekarska, Bierzycka, Bukowicka, Brzostowska, Cerekwicka, Czartoryskiego, Faltzmanna, Forteczna, Irysowa, Kamieńskiego (nr. 64-278), Korzeńska, Kowarzyka, Lekarska, Ługowa, Milicka, Osiecka, Osolska, Pakosławska, Paprotna, Pleszewska, Polanowicka, Postolińska, Poświęcka, Prusicka, Raszowska, Redycka (nr. 128-139d), Rudawska, Skoczna, Skoroszowska, Starościńska, Stradomska, Sulmierzycka, Sulejowska, Twardogórska, Torowa, Wierzchownicka, Zawońska, Złotowska, Żmigrodzka (nr. 77-227).